# Otto Hofmann
Otto Hofmann (16 de marzo de 1896 - 31 de diciembre de 1982) fue SS-Gruppenführer, general de división de la SS de la Alemania nazi. Se afilió al Partido nazi con el n.º 145.729 y a la SS con el n.º 7.646. 
Ascendido a SS-Gruppenführer (general de división de las SS) el 20 de abril de 1941. Nació en Austria.
Estuvo presente el 20 de enero de 1942 en la Conferencia de Wannsee, en representación de la Oficina Principal de Raza y Colonización del III Reich, planificando el Holocausto contra los judíos. 
Detenido en 1945 por crímenes de guerra, sentenciado a 25 años, cumplió solamente seis y fue liberado. Luego trabajó como cajero en un Banco. Falleció en 1982.

## Vida
Hofmann nació en Innsbruck, Tirol. Hofmann, hijo de un comerciante, en agosto de 1914 se ofreció como voluntario para el servicio en el Primera Guerra Mundial. En marzo de 1917 fue ascendido a teniente. En junio de 1917, los rusos lo hicieron prisionero. Sin embargo, Hofmann escapó del cautiverio y regresó a Alemania. Hofmann completó su formación de piloto antes de ser liberado en 1919 a la vida civil. Después de una operación a corto plazo en un Freikorps, se entrenó como vino vendedor y estuvo activo desde 1920 hasta 1925 en la venta al por mayor de vinos. Luego comenzó su propio negocio como representante de vinos.
En abril de 1923, Hofmann se unió al partido Nazi (miembro: 145.729) y en abril de 1931 se incorporó a la SS (miembro: 7,646). Desde 1933 en adelante, trabajó a tiempo completo como oficial de las SS. El 29 de marzo de 1933 se presentó sin éxito a las elecciones generales.

## Hofmann en 1942
En 1931, el Oficina principal de SS Race and Settlement (RuSHA), fue creado por Heinrich Himmler y Richard Walther Darré. En 1939, Hofmann fue coeditor de la revista Biólogo. Desde julio de 1940 hasta abril de 1943, fue jefe de la RuSHA. En esta capacidad, participó en el "Germanización"del territorio capturado de Polonia y en el Unión Soviética. Esto implicó el reasentamiento de alemanes en los territorios orientales ocupados por los nazis y la expulsión de las familias nativas de esas tierras.
Hoffman fue responsable de realizar la prueba de raza oficial en la población de los territorios ocupados para la selección racial. La oficina también fue responsable del secuestro de niños polacos a Alemania y del cuidado de los familiares de las SS. Estuvo presente en el Conferencia de Wannsee el 20 de enero de 1942, para el llamado "Solución final a la cuestión judía". En abril de 1943, Hofmann fue trasladado a Stuttgart como Líder de las SS y la Policía para el suroeste de Alemania (Württemberg, Baden y Alsacia). Era el comandante de los prisioneros en el distrito militar local Villsmania.

## Posguerra
Después de la guerra, Hofmann fue juzgado en marzo de 1948 en el Ensayo RuSHA por sus acciones como jefe de la Oficina Principal de Raza y Asentamiento. Fue acusado de Crímenes contra la humanidad y crímenes de guerra. Aunque en 1948 Hofmann fue condenado a 25 años de prisión por crímenes de guerra, el 7 de abril de 1954 fue indultado y puesto en libertad Prisión de Landsberg. A partir de entonces, fue un empleado en Württemberg hasta que murió en Bad Mergentheim el 31 de diciembre de 1982.
- Datos: Q61554
- Multimedia: Otto Hofmann / Q61554